# Seligeria calcicola
Seligeria calcicola là một loài rêu trong họ Seligeriaceae. Loài này được Mitt. mô tả khoa học đầu tiên năm 1864.